# بنگت لاگرکرانتس
بنگت لاگرکرانتس (انگلیسی: Bengt Lagercrantz; ۱۲ مارس ۱۸۸۷ – ۲۲ ژوئیهٔ ۱۹۲۴) ورزشکار ورزش تیراندازی اهل سوئد بود.
وی در مسابقات کشوری و بین‌المللی در مجموع برندهٔ ۱ مدال نقره شده‌است.